# Горбулина, Наталья Македоновна
Наталья Македоновна Горбулина (род. 19 октября 1951, Свердловск, РСФСР, СССР) — советская и российская спортсменка, Заслуженный тренер Российской Федерации.

## Биография
Окончила Малаховский филиал Смоленского государственного института физической культуры. Карьеру тренера начала в 1969 году в Свердловске параллельно с получением высшего образования. С 2000 года продолжила работу в Москве.
За годы работы под её руководством были подготовлен ряд заслуженных мастеров спорта, мастеров спорта международного класса, более десяти мастеров спорта, несколько членов национальной сборной команды России. Среди самых знаменитых её воспитанниц: Ирина Зильбер, чемпионка Олимпийских игр в Сиднее и чемпионка Мира в упражнениях с мячом и групповых упражнениях, неоднократный призёр чемпионата Европы; мастер спорта Вера Сесина ― член российской сборной, абсолютная победительница первенства России 1999 года и вторых Всероссийских юношеских игр.
Была удостоена почётного звания «Заслуженный тренер Российской Федерации», а также награждена нагрудными знаками «Отличник физической культуры и спорта» и «Ветеран спорта РСФСР». В 2001 году ей было присвоено звание «Заслуженный работник физической культуры Российской Федерации».
Является автором нескольких методических пособий по физкультуре.